# Anthony Marin
Pour les articles homonymes, voir Marin.
Anthony Marin, né le 21 septembre 1989 à Marseille, est un footballeur français évoluant au poste de défenseur.

## Biographie
Entre 2014 et 2017, il évolue au Nîmes Olympique, en Ligue 2. Il effectue sa formation de jeune footballeur à l'Olympique de Marseille. Il joue désormais à l'AC Ajaccio.
Le 23 janvier 2015, il inscrit un doublé en Ligue 2 sur la pelouse du Dijon FCO (victoire 4-5).
En juillet 2019 il effectue un essai non concluant au Stade lavallois.